# Cratere Ivarr
Ivarr è un cratere sulla superficie di Callisto.